# Peter Rester
Franz (Peter) Rester (Wenen, 19 mei 1902 – Amsterdam, 18 oktober 1995) was een Oostenrijks-Nederlands pianist en muzikaal leider. In 1955 werd hij tot Nederlander genaturaliseerd. Hij was samen met zijn echtgenote de oprichter van Kamermuziekcentrum De Suite in Amsterdam.

## Biografie
Hij werd geboren in Wenen als zoon van Franz Rester en Maria Josefa Goldnagel. In 1922 trouwde hij in Wenen met Hilda Tropp, welk huwelijk in 1939 in een echtscheiding eindigde. Hij was drie jaar eerder al voor het naziregime gevlucht naar Amsterdam.
Rester trad op als pianist. Hij begeleidde onder anderen Sonia Gaskell op de vleugel en was muzikaal leider van het Nederlands Ballet. Volgens Rudi van Dantzig, die een voorval beschrijft waarbij Rester tijdens een optreden de verkeerde ouverture inzette, was hij een uiterst vriendelijke, maar hypernerveuze man.
In 1951 startte hij met huiskamerconcerten in een kamer en suite van Hetta Scheffer, weduwe van Nico Richter, in de Eerste Helmersstraat. In 1959 trouwden ze. Vanaf 1961 woonden ze aan de Willemsparkweg, waar ze huiskamerconcerten organiseerden om jonge musici de kans te geven om op te treden. In 1982 stopte Rester als muzikaal leider van De Suite.
Rester overleed in oktober 1995. In de kop van zijn rouwadvertentie stonden de eerste vier maten van het eerste deel uit de pianosonate KV 331 van Mozart. Hij stelde zijn lichaam ter beschikking van de wetenschap.

## Onderscheidingen
- In 1978 werd hij benoemd tot ridder in de Orde van Oranje-Nassau.[20]
- In 1994 kregen Rester en zijn echtgenote de Zilveren Anjer opgespeld.[21]